# إلغاء عين الثور

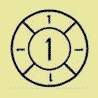
ختم دائري

يشير مصطلح "عين الثور" أو (ضرب على الأنف) (Socked on the nose) في علم جمع الطوابع إلى إلغاء طابع بريدي بوضع ختم البريد عليهِ، وهو عادةً على شكل دائرة تحتوي على تاريخ واسم المدينة المرسل إليها، في منتصف الطابع. يكون ختم البريد كاملاً داخل الهوامش في حالة "عين الثور" المثالية، إلا أن هذا ليس ممكناً دائماً، فقد يكون الطابع صغيراً جداً أو كبيراً جداً. ولا يبدو أن التعبير العامي "Socked on the nose" مستخدم في أوروبا: فمصطلحا "Oblitération centrale" بالفرنسية و"luxus" بالألمانية شائعان.
تحظى هذهِ الإلغاءات بشعبية لدى بعض هواة جمع الطوابع نظرًا لنظافتها وسهولة رؤية وقت وتاريخ ومكان استخدام الطابع.
قدمت النمسا حوالي عام 1868 مجموعة من أختام الإلغاءات ذات القطر الصغير (< 20 مم)، بحيث يمكن رؤيتها بالكامل على جميع أحجام الطوابع.

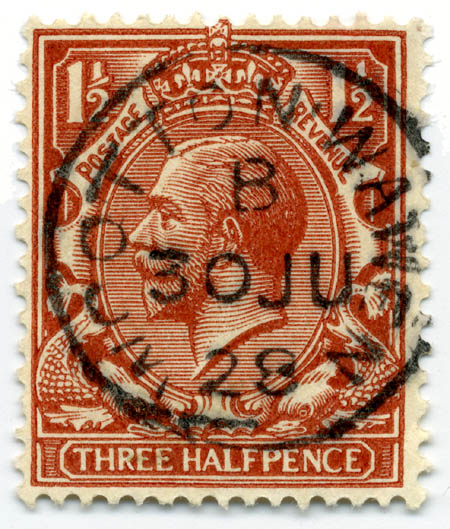
1928 الملك جورج الخامس (ضرب على الأنف)

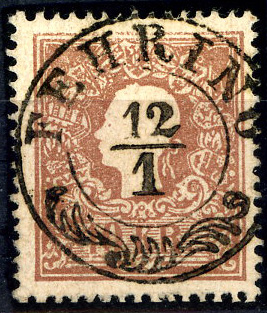
ختم إلغاء نمساوي مثالي المركز حوالي عام 1858

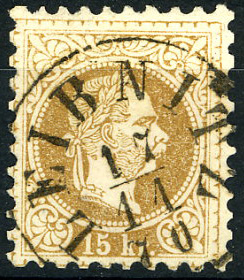
ختم إلغاء دائري حوالي عام 1870

يهتم بعض هواة جمع الطوابع بشكل خاص بأختام الطوابع المُلغاة، وذلك لأن تاريخ ووقت ومكان استخدام الطابع أو ختمه يُمكن تحديده من خلال الأختام المُلغاة. يتيح هذا لهواة الجمع المتخصصين جمع جميع الطوابع البريدية لبلد أو ولاية أو مدينة أو مقاطعة أو نطاق تاريخي مُحدد، على سبيل المثال، دون الحاجة إلى جمع الظروف والأغلفة كاملةً.
قد يكون هناك بعض الالتباس مع مصطلح ختم "عين الثور" (Bullseye)، إذ قد يعني نوع الإلغاء، مثل الإلغاء الحلقي متحد المركز الأمريكي القديم (وكذلك في دول أخرى استخدمته)، ووضع الإلغاء في منتصف الطابع. فبينما يكون إلغاء SON دائمًا بالقرب من منتصف الطابع، ويمكن أن يكون مثالًا على طابع التاريخ الدائري (CDS) أو إلغاء "عين الثور" أو أشكال أخرى كانت تُستخدم كأدوات إلغاء (مربع، بيضاوي، إلخ)، فإن "إلغاء عين الثور" بالمعنى الدقيق للكلمة هو إلغاء يشبه "عين الثور".
ونظرًا لأن إلغاءات الآلات الحديثة تُرتّب عادةً بحيث تُطبّق الخطوط المتموجة أو الشعارات أو غيرها من العناصر المميزة على الطابع، مما يترك ختم البريد واضحًا، فإن التجار وهواة الجمع الراغبين في الحصول على طابعات SON يضعون الطابع على الغلاف بحيث يقع تحت ختم البريد.

## روابط خارجية
- نادي جامعي ختم إلغاء عين الثور الموقع الرسمي.
- لماذا نجمع إلغاءات عين الثور